# Elvis sings The Wonderful World of Christmas
Elvis sings The Wonderful World of Christmas es el cuadragésimo cuarto álbum de estudio y el segundo álbum navideño, del músico y cantante estadounidense Elvis Presley, publicado por la compañía discográfica RCA Victor en octubre de 1971. El álbum supuso el segundo disco navideño de Presley y fue seguido del lanzamiento en noviembre del sencillo «Merry Christmas Baby». El álbum obtuvo buenas ventas en el mercado estadounidense y fue certificado como triple platino por la Recording Industry Association of America en 1999. Sin embargo, no entró en la lista Billboard 200 debido a que no se contabilizó la venta dentro de la lista para los álbumes navideños entre 1963 y 1973.
Varias de las canciones, tales como «Holly Leaves and Christmas Trees», «I'll Be Home for Christmas Day», «If I Get Home On Christmas Day» y «On a Snowy Christmas Night», fueron publicadas bajo la editorial del propio músico. En varias reediciones, se incluyó la canción «Blue Christmas», grabada en directo el 27 de junio de 1968 y publicada previamente en el álbum Elvis.

## Lista de canciones
| Cara A |                                                     |                                 |          |  |
| N.º    | Título                                              | Escritor(es)                    | Duración |  |
| 1.     | «O Come All Ye Faithful (canción de Elvis Presley)» | Tradicional                     | 2:49     |  |
| 2.     | «The First Noel»                                    | Tradicional                     | 2:11     |  |
| 3.     | «On a Snowy Christmas Night»                        | Stanley Gelber                  | 2:50     |  |
| 4.     | «Winter Wonderland»                                 | Felix Bernard, Richard B. Smith | 2:20     |  |
| 5.     | «The Wonderful World of Christmas»                  | Charles Tobias, Al Frisch       | 1:59     |  |
| 6.     | «It Won't Seem Like Christmas (Without You)»        | Balthazar, J. A. Balthrop       | 2:43     |  |

| Cara B |                                                   |                             |          |  |
| N.º    | Título                                            | Escritor(es)                | Duración |  |
| 1.     | «I'll Be Home on Christmas Day»                   | Michael Jarrett             | 3:50     |  |
| 2.     | «If I Get Home On Christmas Day»                  | Tony Macaulay               | 2:54     |  |
| 3.     | «Holly Leaves, Christmas Trees»                   | Glenn Spreen, Red West      | 2:14     |  |
| 4.     | «Merry Christmas Baby (canción de Elvis Presley)» | Lou Baxter, Johnny Moore    | 7:20     |  |
| 5.     | «Silver Bells»                                    | Jay Livingston, Ray Evans   | 2:03     |  |
| 6.     | «Blue Christmas»                                  | Billy Hayes, Jay W. Johnson | 2:34     |  |